# Matematisk logik
Matematisk logik har generellt två betydelser. Det kan betyda logik studerad med matematiska metoder eller matematikens logik. Ofta avser man båda dessa tolkningar: man studerar matematikens logik med matematiska metoder. Begreppet ska förstås ses som kontrast till filosofisk logik.